# Ekaterina Makarova (tenista, nacida en 1996)
Ekaterina Makarova (Russian:Екатерина Макарова; nació el 15 de febrero de 1996) es una jugadora de tenis rusa.
Su mejor clasificación en la WTA fue la número 192 del mundo, que llegó el 24 de julio de 2023. En dobles alcanzó número 177 del mundo, que llegó el 30 de enero de 2023. Hasta la fecha, ha ganado cinco títulos en individual y ocho títulos de dobles en el ITF tour.